# Ancienne église Saint-Étienne de Cavall
L'église Saint-Etienne de Cavall est une chapelle située à La Salvetat-sur-Agout, dans le département français de l'Hérault en région Occitanie.

## Histoire
L'église Saint-Etienne de Cavall est mentionnée pour la première fois en 940 dans un texte de donation fait par Aymeric, archevêque de Narbonne, à Otger, abbé de Saint-Pons-de-Thomières. Au XIe siècle, une abside à lombardes est construite. L'église abritait et abrite encore la statue dite "Miraculeuse" d'une Vierge noire sculptée au XIe siècle. Selon la légende, c'est un bœuf qui l'aurait trouvée dans un gouffre à la confluence entre la Vèbre et l'Agout.
Durant les guerres de Religion, le bâtiment originel est détruit. Un nouvel édifice à trois nefs est construit. Un abaissement des structures a fait disparaître les lombardes subsistantes du XIe siècle, ne laissant que les lésènes. La troisième travée est détruite au XIXe siècle.
Inscrite aux monuments historiques par arrêté du 29 novembre 1976, c'est aujourd'hui la chapelle du cimetière ainsi qu'un relais sur le chemin de Saint-Jacques de Compostelle.

## Photographies

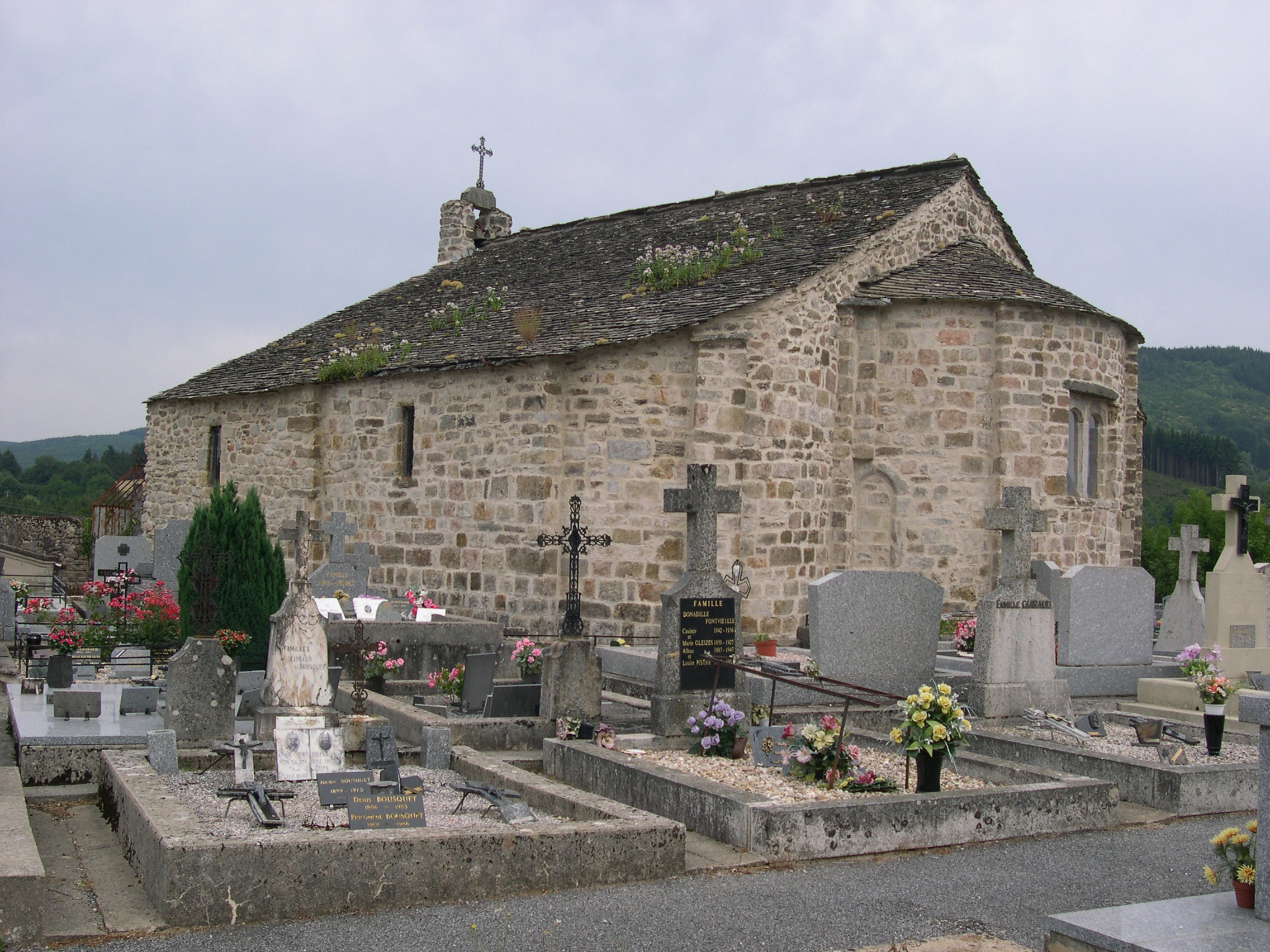
L'ancienne église et le cimetière.
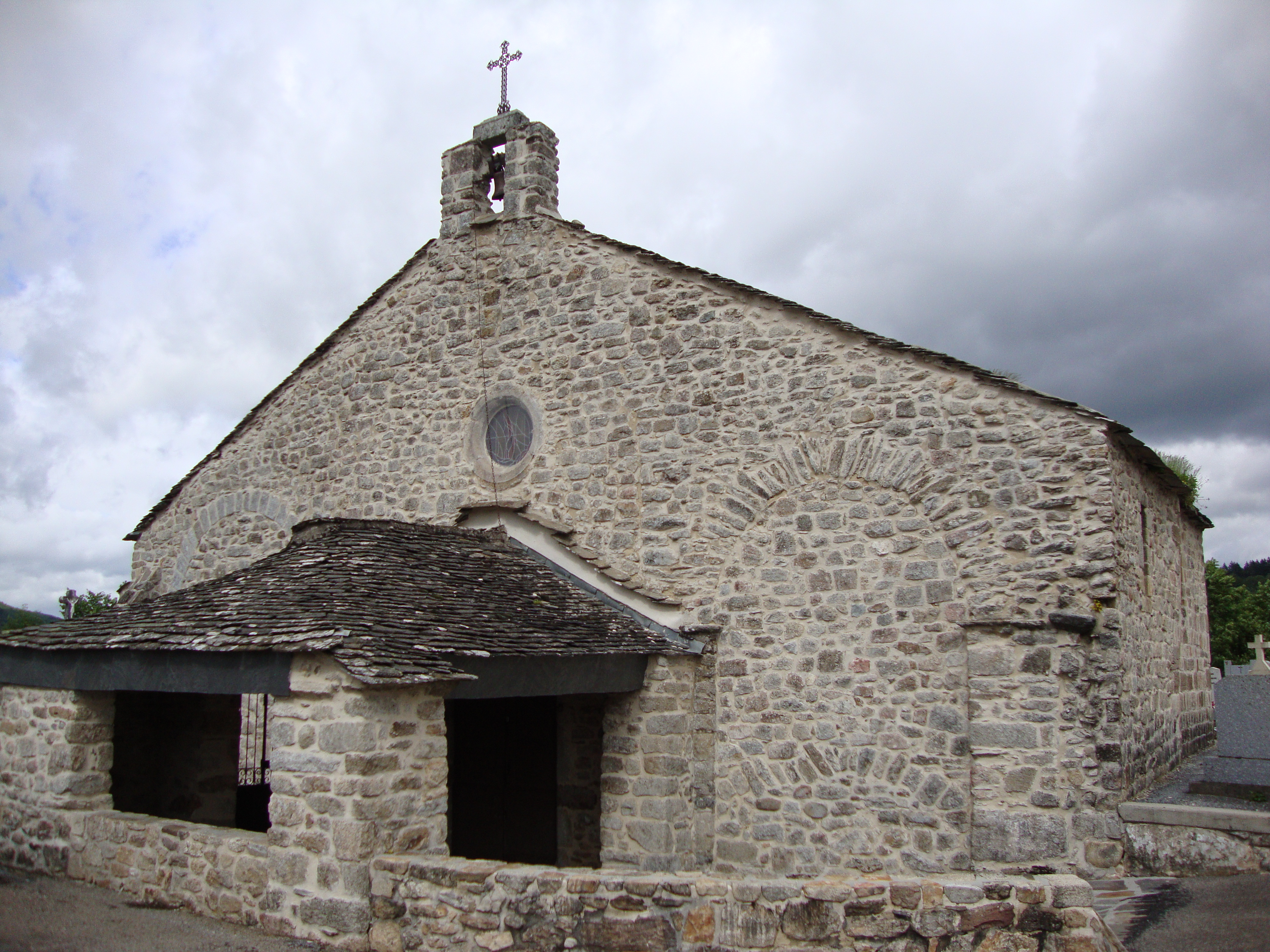
La chapelle sous un ciel nuageux.
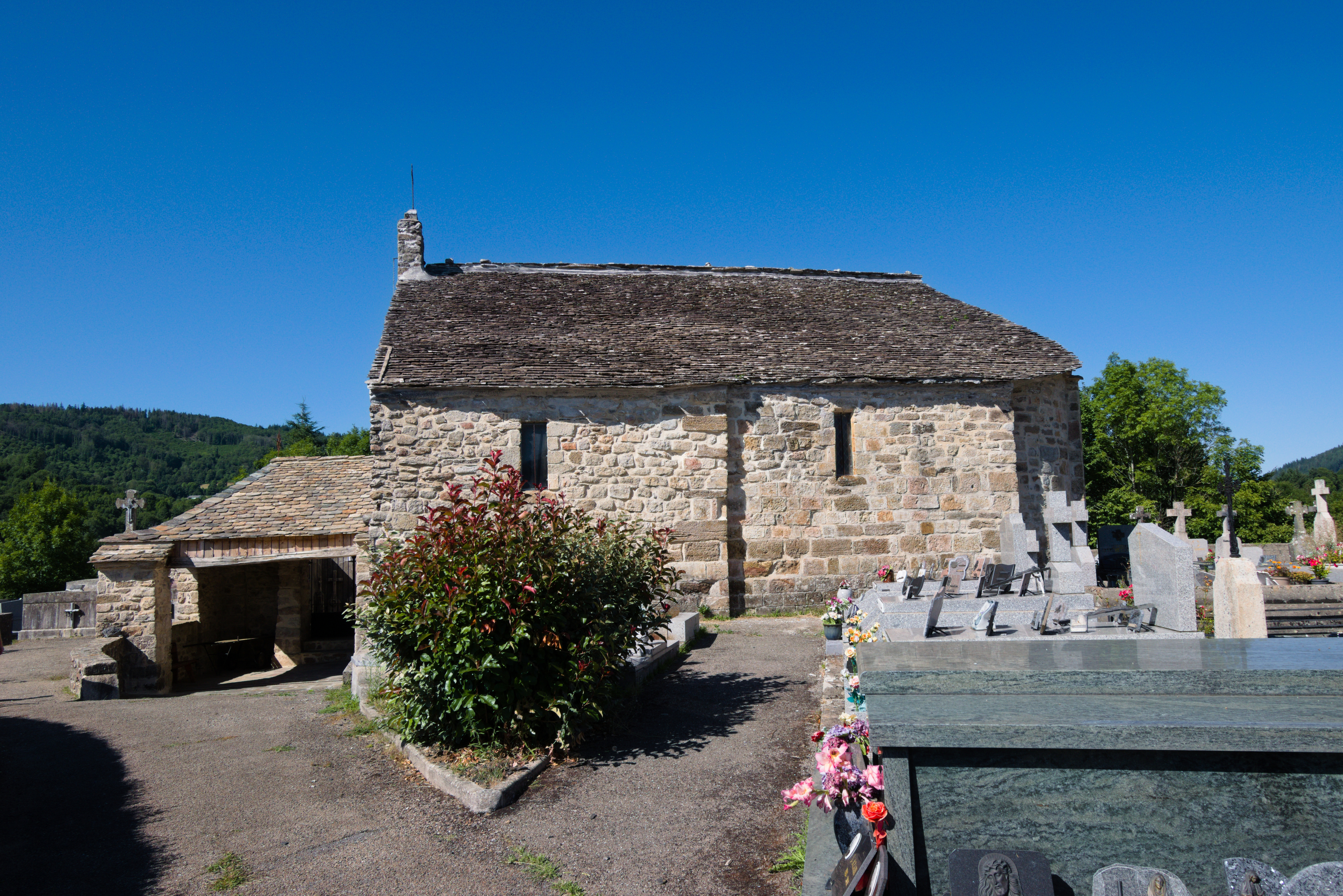
La chapelle et quelques tombes de son cimetière.